# D-Track
 (novembre 2024).
La mise en forme du texte ne suit pas les recommandations de Wikipédia : il faut le « wikifier ».
Les points d'amélioration suivants sont les cas les plus fréquents. Le détail des points à revoir est peut-être précisé sur la page de discussion.
- Les titres sont pré-formatés par le logiciel. Ils ne sont ni en capitales, ni en gras.
- Le texte ne doit pas être écrit en capitales (les noms de famille non plus), ni en gras, ni en italique, ni en « petit »…
- Le gras n'est utilisé que pour surligner le titre de l'article dans l'introduction, une seule fois.
- L'italique est rarement utilisé : mots en langue étrangère, titres d'œuvres, noms de bateaux, etc.
- Les citations ne sont pas en italique mais en corps de texte normal. Elles sont entourées par des guillemets français : « et ».
- Les listes à puces sont à éviter, des paragraphes rédigés étant largement préférés. Les tableaux sont à réserver à la présentation de données structurées (résultats, etc.).
- Les appels de note de bas de page (petits chiffres en exposant, introduits par l'outil «  Source ») sont à placer entre la fin de phrase et le point final[comme ça].
- Les liens internes (vers d'autres articles de Wikipédia) sont à choisir avec parcimonie. Créez des liens vers des articles approfondissant le sujet. Les termes génériques sans rapport avec le sujet sont à éviter, ainsi que les répétitions de liens vers un même terme.
- Les liens externes sont à placer uniquement dans une section « Liens externes », à la fin de l'article. Ces liens sont à choisir avec parcimonie suivant les règles définies. Si un lien sert de source à l'article, son insertion dans le texte est à faire par les notes de bas de page.
- La présentation des références doit suivre les conventions bibliographiques. Il est recommandé d'utiliser les modèles {{Ouvrage}}, {{Chapitre}}, {{Article}}, {{Lien web}} et/ou {{Bibliographie}}. Le mode d'édition visuel peut mettre en forme automatiquement les références.
- Insérer une infobox (cadre d'informations à droite) n'est pas obligatoire pour parachever la mise en page.

Pour une aide détaillée, merci de consulter Aide:Wikification.
Si vous pensez que ces points ont été résolus, vous pouvez retirer ce bandeau et améliorer la mise en forme d'un autre article.
D-Track, de son vrai nom David Dufour, est un rappeur, slameur, auteur-compositeur-interprète né en 1985 à Gatineau, au Québec. Ses textes musicaux travaillés sont les piliers d'un hip-hop mélangeant les styles, avec authenticité et humour, embrassant et critiquant à la fois l'américanisation et multipliant les clins d'oeil à la culture populaire, tout en laissant une large place à l'improvisation.

## Biographie
Né en 1985, D-Track de son nom d'artiste, ou David Dufour de son vrai nom, est avant tout un rappeur, un slameur et un auteur-compositeur-interprète autodidacte originaire de Gatineau, au Québec,,,,,,. Ayant habité plusieurs années à Montréal, se définissant lui-même comme un artiste hip-hop, ce père de famille ayant un baccalauréat en sociologie a réalisé une dizaine d'albums, publié quelques livres de textes, en plus d'avoir participé à de nombreux événements slam locaux, provinciaux et internationaux,,,,,,.
En dehors d'un pôle urbain important de la culture hip-hop, D-Track mélange les styles d'une façon singulière et hétérogène, le tout agrémenté d'influences locales,. Ses chansons, il est dit dans ses recensions d'albums, ont souvent des ambiances « old school », de trap, funk, ou de boom bap de la côte est américaine, parfois même d'électro,,. Aux antipodes du gangsta rap, avec une voix souvent caractérisée d'un peu nasillarde, il perfectionne un style marqué par la qualité des textes, un ton léger et un humour souvent ironique, faisant également briller ses talents en improvisation,,,,,. Quant à ses thèmes, ils tournent autours de la banlieue, du quotidien, de la québécitude, dont l'hiver et le nord, de l'américanisation avec laquelle il entretient une relation ambiguë, avec des références fréquentes à la culture populaire et aux années '90,,,,.
Très tôt influencé par le jazz et la chanson française qu'écoutent ses parents, influence qui transparaît dans son oeuvre par la suite, il commence à écrire, adolescent, grâce à sa fréquentation du club VIBE à Hull, où il est initié au rap et à l'écriture de textes. Il participe, dès l'âge de 16 ans, à des « battles » de freestyle qui opposent, entre autres, les rappeurs de Hull et de Gatineau, desquels il fait partie. Il y comprend vite qu'il peut chanter en joual québécois (contrairement à certains autres de ses collègues qui, ayant pour modèles des rappeurs français, prennent l'accent français) et développe rapidement son style singulier sous le nom de Détraqué, avec d'abord des textes à facture plus brute, textes devenant au fil de sa carrière plus réfléchis et ciselés,,,,,,.
Après avoir commencé sa carrière au sein de l'Escouade, groupe qu'il fonde en 2001 et qui l'amène à faire le tour du Québec et à jouer pour la première partie du spectacle de plusieurs artistes, il passe bientôt par le slam qui lui permet de raffiner son art de parolier et qui lui est complémentaire, par les événements de Slam Outaouais au Troquet, dans le Vieux-Hull, au Québec,,,,. Gravitant ainsi de nombreuses années entre hip-hop et slam, tout en réalisant ses albums qu'on pourrait qualifier de conceptuels, il se classe parmi les cinq meilleurs slameurs provinciaux en 2010, 2011 et 2012, devient champion provincial québécois de slam au Grand Slam national de 2013, et se retrouve en quatrième position à la Coupe mondiale de slam à Paris en 2014,,,.
Parmi ses premières réalisations musicales figurent trois autoproductions rap : Retour à l'état pur (2004), Hors d'oeuvre (2008), en duo avec Kalibre, un rappeur de sa région, album qui, n'étant distribué qu'à 1000 exemplaires, est nommé parmi les 25 meilleurs albums de 2008 par Bande à part-, et Le feeling (2011). Abris tempo sera son premier album sous contrat de disque, chez Coyote Records (2013), album dans lequel on le voit aux côtés de Claude Bégin, Ogden et Karim Ouellet-, et qui est suivi de nombreux autres, dont Message texte à Nelligan (2016), Dieu est un yankee (2019), Hull (2021), Territoiredelours (2023), ou L'Osstidtour (2024),,,,,,.
Il collabore bientôt avec des artistes d'ici, mais également d'autres pays, traversant les frontières et transcendant les cultures,,. Dans ce processus, on peut citer parmi ses premières associations celle avec Sam Faye pour ce premier album collaboratif Hors d'oeuvre en 2008. Or, c'est l'alliance avec Nicholas Craven, producteur reconnu pour son perfectionnisme -qui réalise entièrement l'album Hull-, qui lui permet de chanter avec Akhenaton du groupe rap français IAM, avec lequel il réalise une vidéo à Marseille et collabore plusieurs fois, qui le lance vers un succès plus complet,,,,,,. Parmi ses autres collaborations, on peut également nommer celle avec la rappeuse de Buffalo Che Noir, ou avec KNLO, Koriass, ou Dominique Fils-Aimé sur Dieu est un yankee ; celles avec les beatmakers québécois 2Faces/ DJ Nerve, Quest, ou encore avec les américains August Fanon, Sadhugold sur Territoiredelours, sans oublier celles avec les rappeurs des deux côtés de l'Atlantique L'Queb, CHAM Rapper, Almiros et SeinsSucrer, pour éviter d'en faire une liste exhaustive,,,.
En ce qui concerne ses autres accomplissements majeurs, à l'instar de ses qualifications et prix en slam, il s'est produit au Festival d'été de Québec, au Festival de la chanson de Petite Vallée, aux Francouvertes, au Festival de la chanson de Granby (où il est demi-finaliste), et enfin, plusieurs fois aux Francofolies de Montréal, ouvrant pour Oxmo Puccino ou encore MC Solaar,,,,,,. Il remporte également le Prix coup de coeur émergent à Radio-Canada pour sa prestation au Festival de l'Outaouais émergent en 2013 ; son album Dieu est un yankee est nommé album rap de l'année au GAMIQ 2019, et son album Message texte à Nelligan nommé album hip hop de l'année à l'ADISQ de 2016,,,,,,. Cette expérience permet à l'artiste de donner fréquemment des ateliers de poésie en milieu scolaire. Il a aussi fait une tournée de spectacles en Chine en 2018 et s'est produit ailleurs dans le monde, dont en Europe de l'Est et en Asie du Sud-Est.
Il a également publié quelques recueils de textes, dont Détroit : carnet en 2015 chez Neige-Galerie, et Artdoise, une auto-publication datée de 2017,,,,,.

## Slam

### Qualifications et prix
- 2010 : Grand Slam national - se classe parmi les cinq premiers slameurs provinciaux (Québec)[5],[10],[13]
- 2011 : Grand Slam national - se classe parmi les cinq premiers slameurs provinciaux (Québec)[5],[10],[13]
- 2012 : Grand Slam national - se classe parmi les cinq premiers slameurs provinciaux (Québec)[5],[10],[13]
- 2013 : Grand Slam national - champion provincial (province de Québec)[5],[6],[10],[13],[36]
- 2014 : Coupe mondiale de slam (Paris) - se classe en quatrième position[5],[6],[10],[13]

## Musique

### Albums[4]
- 2004 : Retour à l’état pur, autoproduction[5]
- 2008 : Hors d'oeuvre, autoproduction[5]
- 2011 : Le Feeling, autoproduction[5]
- 2012 : Boucane d’instrus, autoproduction[4]
- 2013 : Abris-tempo, Coyote Records[5],[6],[12]
- 2014 : Interlude — EP, autoproduction[4],[37]
- 2016 : Message texte à Nelligan, Coyote Records[38],[39],[18]
- 2018 : Shahnour, autoproduction[40]
- 2019 : Dieu est un Yankee, Coyote Records[2],[14]
- 2021 : Hull, Coyote Records[41]
- 2021 : Raptualité Vol. 1 — EP, autoproduction[4]
- 2022 : Raptualité Vol. 2, autoproduction[4]
- 2023 : Territoiredelours, Coyote Records[26],[42]
- 2024 : L'Osstidtour, Coyote Records[43]

### Nominations et prix
- 2010 : Prix Télé-Québec au Festival de l'Outaouais émergent[11]
- 2013 : Prix coup de coeur émergent de Radio-Canada pour sa prestation au Festival de l'Outaouais émergent[10],[13]
- 2014 : Semi-finaliste au Festival de la chanson de Granby[11]
- 2016 : Message texte à Nelligan nommé album hip hop de l'année à l'ADISQ[10],[13],[11]
- 2018 : Demi-finaliste au concours Francouvertes[15]
- 2019 : Dieu est un yankee nommé album rap de l'année au GAMIQ[10],[13]

## Publications
- 2015 : D-Track, Détroit : carnet, Gatineau, Neige-Galerie, 2025, 56 p. (ISBN 9782924384046), chez Neige-Galerie[8],[9],[14],[35]
- 2017 : D-Track, «Artdoise», auto-publication, 2017, 62 p. (ISBN 9781389203923)[3],[34]